# El regreso de Ícaro con su ala de surf
El regreso de Ícaro con su ala de surf es una escultura urbana, obra de Esperanza d'Ors, que se encuentra desde 1999 en el puerto de Alicante (España).

## Descripción
La escultura representa el mito griego de Ícaro a través de la figura de un hombre desnudo, de grandes hombros y cabeza pequeña, que porta en su brazo izquierdo las alas. La escultura está situada en las aguas de la dársena interior del puerto, a unos metros de la escalinata llamada de la Reina de la plaza de Tomás y Valiente. Está colocada sobre un pedestal en el fondo del puerto, de tal manera que Ícaro parece caminar sobre la superficie del mar. De acuerdo con su autora, la escultura «constituye un homenaje a todos los que intentan volar y soñar». La estatua tiene una altura de 2,35 m y una anchura de 1,20 m. Está realizada en bronce fundido (a excepción de las alas, que es de aluminio) y está tratada con cera para evitar la corrosión del agua del mar.